# Neolamarckia
Neolamarckia — род тропических деревьев семейства Мареновые (Rubiaceae), произрастающий в Южной и Юго-восточной Азии.

## Название
Название рода образовано от имени французского естествоиспытателя Жана Батиста Ламарка.

## Виды
Род включает только 2 вида:
- Neolamarckia cadamba (Roxb.) Bosser typus[2]
- Neolamarckia macrophylla (Roxb.) Bosser